# فاژ

ساختار یک باکتریوفاژ (میوویروس)

باکتریوفاژها (باکتری‌خوارها) یا به اختصار فاژها، ویروس‌هایی هستند که به باکتری‌ها حمله می‌کنند و آن‌ها را از بین می‌برند. این ویروس‌ها برای باکتری‌ها اختصاصی هستند و نمی‌توانند به یوکاریوت‌ها حمله کنند.

## تاریخچه

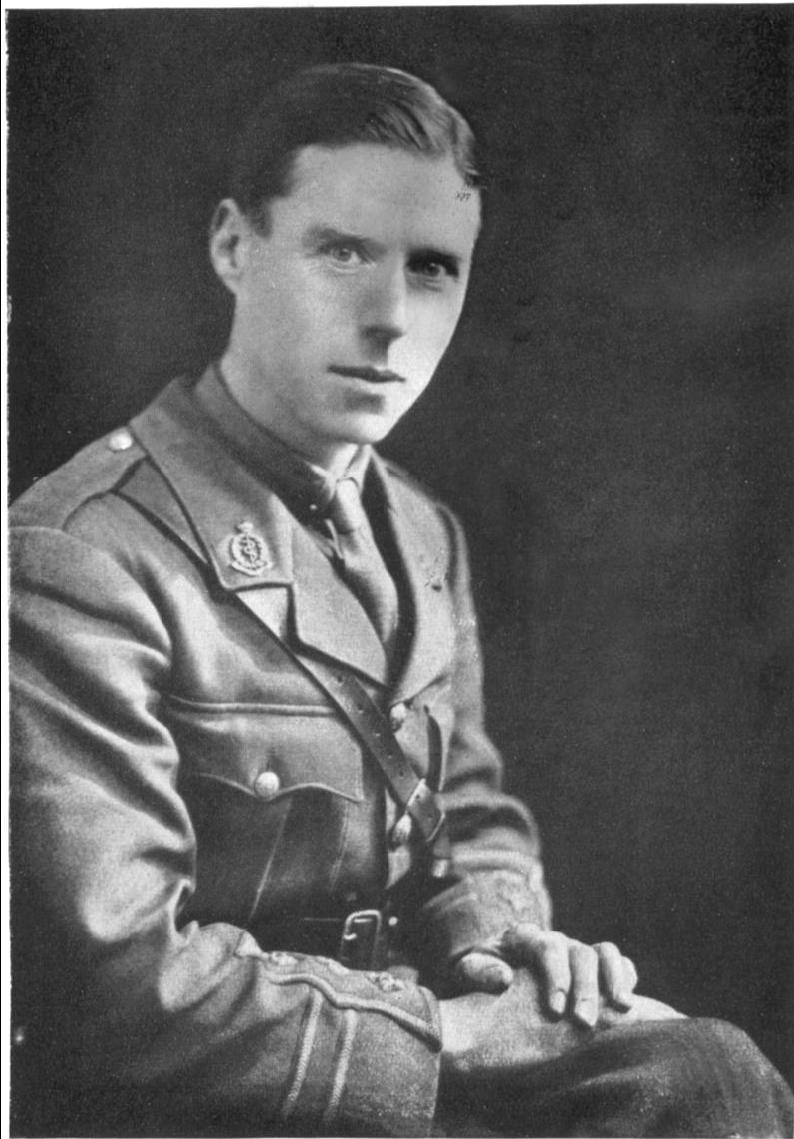
فردریک تاوورت، دانشمند انگلیسی که فاژها را هم‌زمان با فلیکس دهرله کشف کرد

در سال‌های ۱۹۱۵و ۱۹۱۷ دو دانشمند به نام‌های فردریک تاوورت (به انگلیسی: Frederick Twort) و فلیکس دهرله (به انگلیسی: Félix d'Hérelle) در ضمن آزمایش‌های خود به‌طور اتفاقی به وجود فاژها پی بردند. این دو دانشمند، با رشد باکتری‌های مختلف در محیط‌های کشت مایع متوجه از بین رفتن خودبه‌خود این باکتری‌ها شدند. این دانشمندان پس از مطالعات خود و با صاف نمودن این محیط‌های حاوی فاژ توسط فیلترهای باکتری‌شناسی، وجود باکتریوفاژها را اثبات کردند.

## تعریف

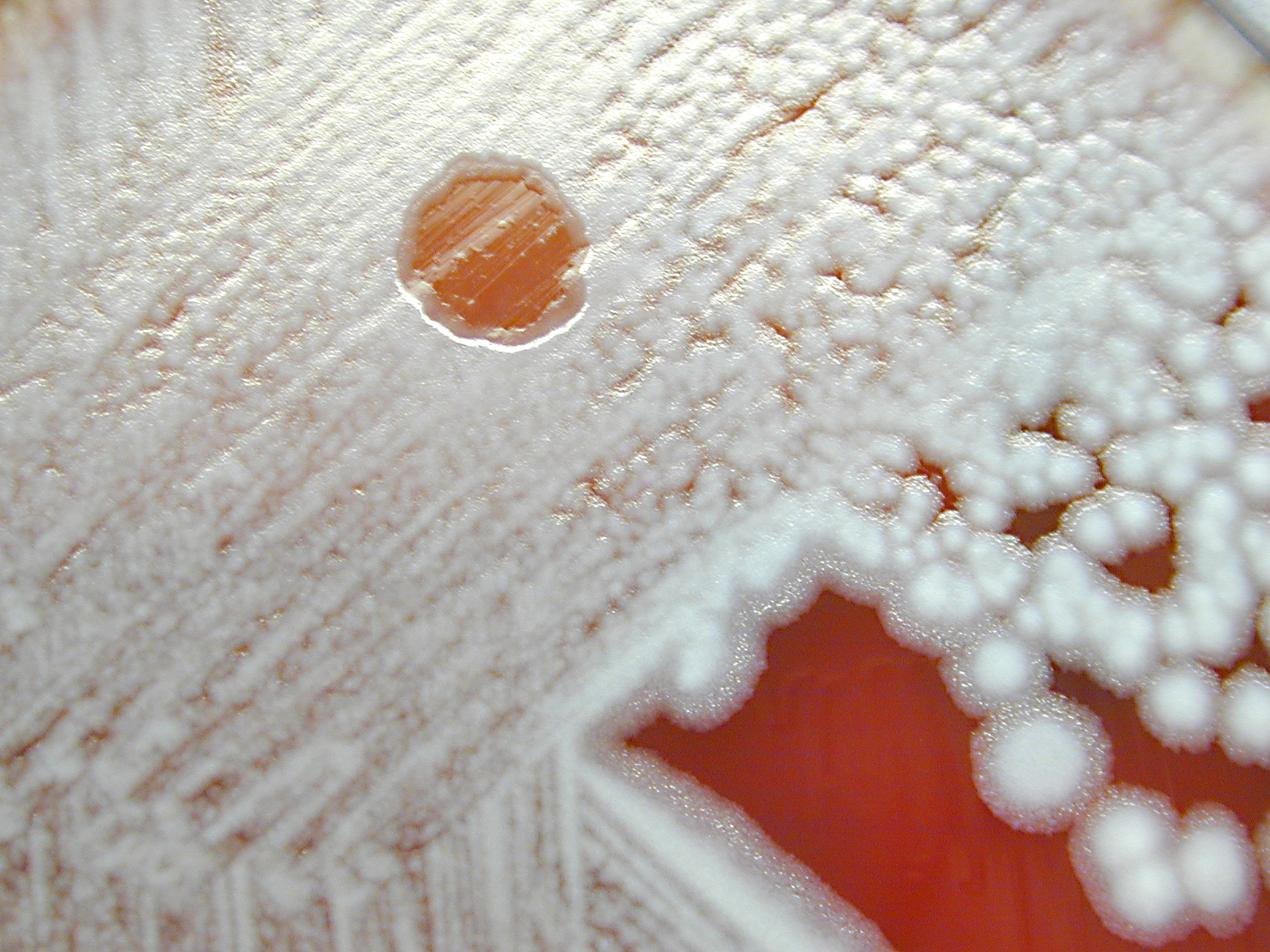
تشکیل پلاک فاژی بر روی کلنی‌های باسیلوس آنتراسیس. به محل از بین رفتن باکتری‌ها توجه کنید.

باکتریوفاژها ویروس‌هایی هستند که باکتری‌ها را آلوده می‌کنند. انواع بسیار مختلفی از باکتریوفاژها وجود دارند که به گونه‌های خاصی از باکتری‌ها تمایل دارند و فقط میزبان باکتریایی خاصی را آلوده می‌کنند. فاژها مانند سایر ویروس‌ها دارای یک نوکلئیک اسید درونی (دی‌ان‌ای یا آراِن‌اِی) هستند که این ژنوم توسط یک پوشش پروتئینی حفاظتی در خارج احاطه شده‌است.

## تقسیم‌بندی باکتریوفاژها
مبنای طبقه‌بندی باکتریوفاژها نوع اسید نوکلئیک آن‌ها (دی‌ان‌ای یا آراِن‌اِی) و بعد از آن، شکل و ساختار آن‌ها است. آن‌ها بر اساس ساختار به سه شکل بیست‌وجهی مانند MS2، رشته‌ای یا مارپیچی مانند M13 و فاژهای دارای سر و دم، مانند فاژهای T4و λ طبقه‌بندی می‌شوند.
فاژهای دم‌دار دارای دو رشته دی‌ان‌ای یعنی کادوویرال‌ها، بیش از ۹۵٪ فاژهای موجود در متون علمی را به خود اختصاص داده‌اند و به نظر می‌رسد فراوان‌ترین نوع فاژ بر روی کره زمین باشند. فاژها توسط کمیته بین‌المللی طبقه‌بندی ویروس‌ها طبقه‌بندی می‌شوند. تاکنون ۱۹ خانواده از فاژها شناخته شده‌اند که فقط ۲ خانواده دارای ژنوم آراِن‌اِی و ۵ خانواده دارای پوشش ویروس هستند. در فاژهای دارای ژنوم دی‌ان‌ای، فقط ۲ خانواده دارای ژنوم تک‌رشته‌ای، ۸ خانواده دارای ژنوم حلقوی و ۹ خانواده دارای ژنوم خطی هستند. ۹ خانواده فقط باکتری‌ها را آلوده می‌سازند. ۹ خانواده آرکی‌ها را آلوده می‌کنند و یک خانواده یعنی تکتی‌ویریده (به لاتین: Tectiviridae) هم باکتری‌ها و هم آرکی‌ها را آلوده می‌سازد.
مهم‌ترین خانواده‌های فاژها عبارت‌اند از:
- میوویریده (به لاتین: Myoviridae): در راسته کادوویرال‌ها قرار گرفته‌اند. فاقد پوشش ویروس بوده و دم منقبض‌شونده دارند. آن‌ها دارای دی‌ان‌ای دو رشته‌ای خطی هستند مانند فاژ T4.
- سیفوویریده (به لاتین: Siphoviridae): در راسته کادوویرال‌ها قرار گرفته‌اند. فاقد پوشش ویروسی بوده و دم غیرمنقبض‌شوندهٔ طویل دارند. آن‌ها دارای دی‌ان‌ای دو رشته‌ای خطی هستند مانند فاژ λ و فاژ T5.
- پودوویریده (به لاتین: Podoviridae): در راسته کادوویرال‌ها قرار گرفته‌اند. فاقد پوشش ویروس بوده و دم غیرمنقبض‌شوندهٔ کوتاه دارند. آن‌ها دارای دی‌ان‌ای دو رشته‌ای خطی هستند مانند فاژ T7.
- لیپوتریکس‌ویریده (به لاتین: Lipothrixviridae): در راسته لیگامن‌ویرال‌ها (به لاتین: Ligamenvirales) قرار دارند. آن‌ها طویل بوده، دارای پوشش ویروس هستند و دی‌ان‌ای دو رشته‌ای خطی دارند.
- رودی‌ویریده (به لاتین: Rudiviridae): در راسته لیگامن‌ویرال‌ها  قرار دارند. آن‌ها طویل بوده، فاقد پوشش ویروس هستند و دی‌ان‌ای دو رشته‌ای خطی دارند.
- آمپولاویریده (به لاتین: Ampullaviridae): بطری‌شکل، دارای پوشش ویروس و دی‌ان‌ای دو رشته‌ای خطی دارند.
- بی‌کاداویریده (به لاتین: Bicaudaviridae): لیمویی‌شکل، فاقد پوشش ویروس و دی‌ان‌ای دو رشته‌ای حلقوی دارند.
- کلاواویریده (به لاتین: Clavaviridae): طویل، فاقد پوشش ویروس و دی‌ان‌ای دو رشته‌ای حلقوی دارند.
- کورتیکوویریده (به لاتین: Corticoviridae): متقارن، فاقد پوشش ویروس و دی‌ان‌ای دو رشته‌ای حلقوی دارند.
- سیستوویریده (به لاتین: Cystoviridae): کروی، دارای پوشش ویروس و آران‌ای دو رشته‌ای چندقطعه‌ای دارند.
- فوسلوویریده (به لاتین: Fuselloviridae): لیمویی‌شکل، فاقد پوشش ویروس و دی‌ان‌ای دو رشته‌ای حلقوی دارند.
- گلوبولوویریده (به لاتین: Globuloviridae): متقارن، دارای پوشش ویروس و دی‌ان‌ای دو رشته‌ای خطی دارند.
- گوتاویروس (به لاتین: Guttavirus): بیضوی، فاقد پوشش ویروس و دی‌ان‌ای دو رشته‌ای حلقوی دارند.
- اینوویریده (به لاتین: Inoviridae): رشته‌ای (فیلامنتی)، فاقد پوشش ویروس و دی‌ان‌ای تک‌رشته‌ای حلقوی دارند.
- لوی‌ویریده (به لاتین: Leviviridae): متقارن، فاقد پوشش و آران‌ای تک‌رشته‌ای خطی دارند مانند فاژهای MS2 و Qβ.
- میکروویریده (به لاتین: Microviridae): متقارن، فاقد پوشش و دی‌ان‌ای تک‌رشته‌ای حلقوی دارند مانند ΦX174.
- پلاسماویریده (به لاتین: Plasmaviridae): چندشکل، دارای پوشش ویروس و دی‌ان‌ای دو رشته‌ای حلقوی دارند.
- تکتی‌ویریده (به لاتین: Tectiviridae): متقارن، فاقد پوشش ویروس و دی‌ان‌ای دو رشته‌ای خطی دارند.

## فاژهای دارای دی‌ان‌ای

### فاژهای دارای دی‌ان‌ای تک‌رشته‌ای (ssDNA) بیست‌وجهی:
مطالعات بر روی این فاژها منجر به کشف همانندسازی دی‌ان‌ای به روش حلقهٔ غلتان و همچنین تعیین هویت پروتئین‌های دخیل در همانندسازی میزبان شد. از این گروه، فاژ ϕX۱۷۴ بیش از همه مورد مطالعه قرار گرفته‌است. ژنوم این فاژ، دی‌ان‌ای تک‌رشته‌ای حلقوی  شامل ۵۳۸۶ نوکلئوتید است و ۱۱ ژن را کد می‌کند. این فاژ، اولین ژنوم دست‌نخورده‌ای بود که تعیین توالی شد. طول ژنوم کوتاه‌تر از ظرفیت کدگذاری است که آن نیز به‌علت هم‌پوشانی ژنی ایجاد شده‌است.

### فاژهای دارای دی‌ان‌ای تک‌رشته‌ای (ssDNA):
از این گروه، فاژهای f1، fd و M13 بیش از همه مورد مطاله قرار گرفته‌اند. این گروه از فاژها، سویه‌هایی از E.coli را که دارای پیلی جنسی هستند را از طریق همان پیلی آلوده می‌کنند. این‌ها برخلاف بسیاری از فاژهای دیگر، دی‌ان‌ای خود را به میزبان تزریق نمی‌کنند بلکه به‌صورت کامل وارد میزبان می‌شوند و پوشش‌برداری داخل میزبان انجام می‌شود. به علاوه، این گروه میزبان خود را لیز نمی‌کنند بلکه ویریون‌های حاصله به‌طور مداوم در طول زندگی میزبان آزاد می‌شوند. با این‌حال، سرعت رشد این باکتری‌ها نسبت به باکتری‌های آلوده‌نشده کمتر می‌شود.
- فاژهای دارای دی‌ان‌ای دو رشته‌ای:

این گروه از فاژها دارای تنوع زیادی هستند. در این گروه، T7 و λ به‌خوبی مورد مطالعه قرار گرفته‌اند. فاژ T4 در خانواده میوویریده «از myos به معنی عضله که به‌خاطر دم قابل انقباض این گروه می‌آید» قرار گرفته‌است. فاژهای T1 و T5 به همراه λ در خانواده سیفوویریده «از یونانی siphon به معنی لوله به خاطر دم غیرقابل انقباض» قرار دارند. فاژهای خانواده پودوویریده دارای دم غیر منقبض شونده کوتاه هستند مانند T7.
فاژ T4، یکی از بزرگ‌ترین فاژهاست که شکل پیچیده‌ای دارد که شامل یک سر بیست‌وجهی پیچیده و یک دم قابل انقباض به همراه پایه، فیبرهای دمی و خارها می‌باشد. فیبرهای دمی، خارها و صفحه پایه در اتصال به لیپوپلی ساکارید باکتری میزبان به فاژ کمک می‌کنند. پس از اتصال، غلاف دمی منقبض می‌شود و به کمک آنزیم لیزوزیم «محصول ژن gp5 یا gene product ۵»، دیواره باکتری را هضم نموده و اسید نوکلئیک فاژ را به میزبان تزریق می‌کند. ژنوم فاژ دارای بازهای تغییر یافته ۵-هیدروکسی سیتوزین است که باعث حفاظت دی‌ان‌ای فاژ در مقابل آنزیم‌های محدودالاثر میزبان می‌شود. ژنوم دارای ۳۰۰ ژن است که که توسط سه نوع پروموتر تنظیم بیان می‌شود. ژن‌های فوری و میانی، فعالیت‌های لازم برای همانندسازی را کد می‌کنند و ژن‌های تأخیری، اجزای سر و دم و همچنین لیز سلول میزبان را کد می‌کنند.

## فاژهای دارای آراِن‌اِی

### فاژهای دارای آراِن‌اِی تک‌رشته‌ای:
این گروه از فاژها، ویروس‌های کوچک بیست وجهی هستند که دارای بیشترین میزان جهش ژنتیکی (موتاسیون) هستند و به عنوان کوچکترین ژنوم‌های آراِن‌اِی شناخته شده‌اند. این فاژها، ویروس‌های رشته مثبت هستند یعنی ژنوم آن‌ها به عنوان آران‌ای پیام‌رسان عمل می‌کند و فقط شامل تعداد کمی ژن است. آن‌ها باکتری‌های گرم منفی مانند E.coli و سودوموناس را از طریق پیلی جنسی آلوده می‌کنند.

### فاژهای دارای آراِن‌اِی دو رشته‌ای:
باکتریوفاژ ϕ۶، اولین عضو این خانواده بود که جداسازی شد. این فاژ دارای ژنوم آراِن‌اِی دو رشته‌ای قطعه‌قطعه شده است که شامل سه قطعه با نام‌های (L:large) حدود ۶۴۰۰ نوکلئوتید، (M:medium) حدود ۴۰۰۰ نوکلئوتید و (S:small) حدود ۳۰۰۰ نوکلئوتید است. رونویسی از ژنوم دو رشته‌ای برای سنتز رشته‌های جدید توسط آنزیم آران‌ای پلی‌مراز وابسته به آراِن‌اِی فاژ انجام می‌شود و رشتهٔ مکمل یا اضافی به‌عنوان الگوی همانندسازی برای ساختن آران‌ای پیام‌رسان قرار می‌گیرد. ترجمه قطعه L، تولید پروتئین‌های فاژ را سرعت می‌بخشد که در تشکیل کمپلکس پلیمراز نقش دارد. قطعه M، تولید پروتئین‌های ساختاری برای غشاء و خارها را بر عهده دارد. قطعه S تولید پروتئین‌های ساختاری برای کپسید، سر هم شدن غشاء و لیز شدن میزبان و یک پروتئین غیر ساختاری برای پوشش کپسید را بر عهده دارد.

## چرخهٔ زندگی فاژ

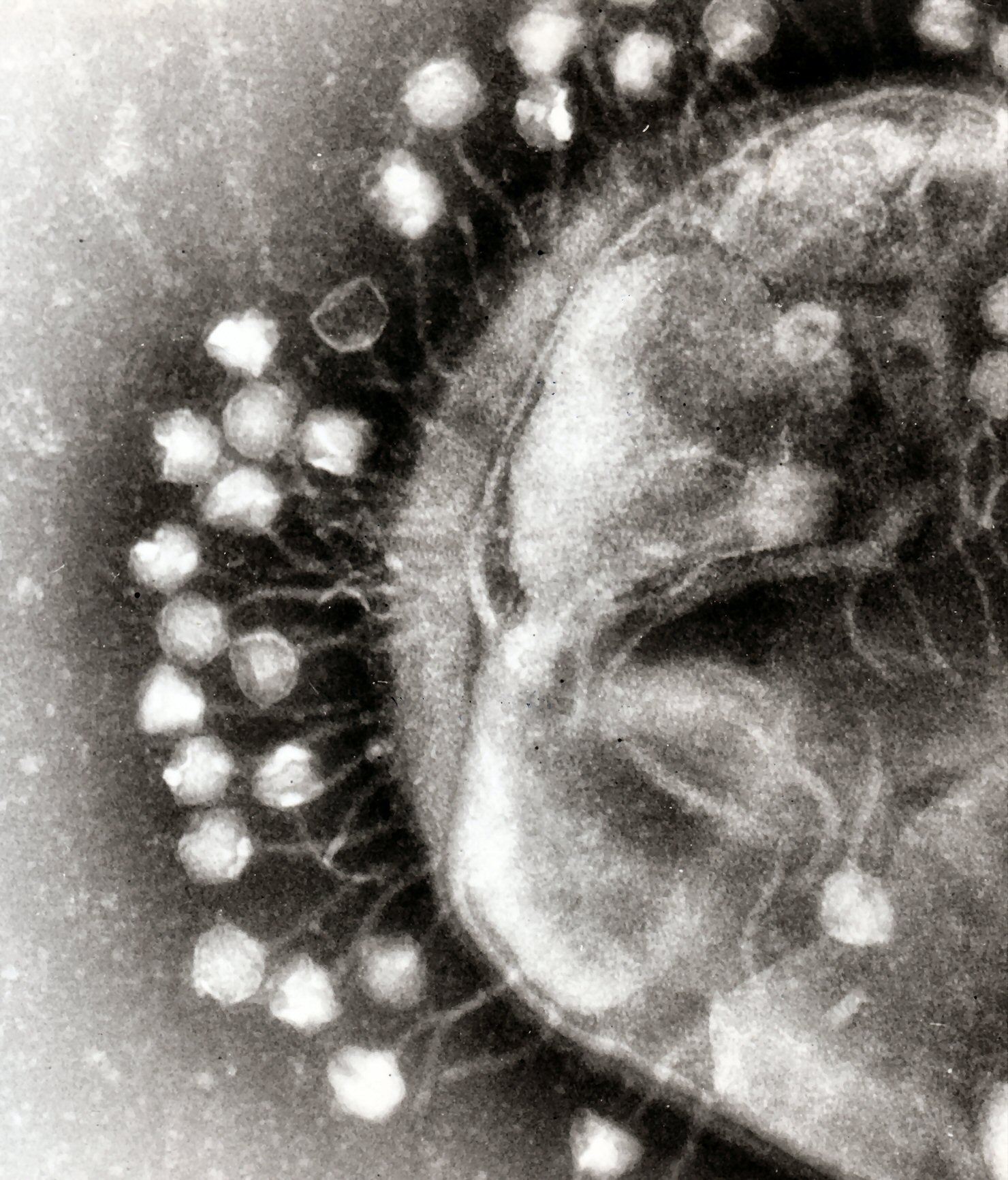
تصویر میکروسکوپ الکترونی از حمله فاژهای T4 به اشریشیا کلی

فاژها بر اساس چرخهٔ زندگی به دو شکل لیتیک و لیزوژنی وجود دارند. در مثال‌های زیر، این چرخه‌ها توضیح داده شده‌اند:
- مسیر لیتیک فاژ T4:

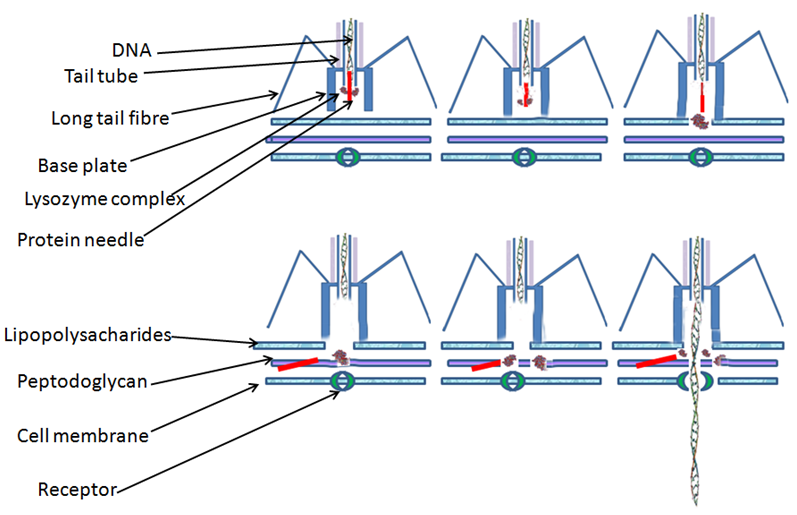
فرایند تزریق دی‌ان‌ای توسط فاژ

فاژ T4 باعث آلودگی لیتیک اشریشیا کلی می‌شود. ذرات فاژ به پروتئین گیرنده‌ای به نام OMPc واقع در سطح باکتری متصل می‌شوند. سپس دی‌ان‌ای فاژی از طریق ساختار دمی T4 به سلول تزریق می‌شود. در داخل سلول، رونویسی از داخل ژن‌های فاژی آغاز شده و سنتز دی‌ان‌ای, آراِن‌اِی و پروتئین‌های سلول میزبان متوقف می‌شود دی‌ان‌ای باکتری، دپلیمریزه شده و این نوکلئوتیدها برای همانندسازی دی‌ان‌ای فاژ مورد استفاده قرار می‌گیرند. پروتئین‌های کپسید فاژ سنتز می‌شوند و ذرات جدید فاژی به تعداد زیادی افزایش می‌یابند. در نهایت، ۲۰۰ تا ۳۰۰ ذره فاژی جدید با تخریب میزبان آزاد می‌شوند.
- چرخهٔ زندگی لیزوژنی (λ) لامبدا:

فاژهای معتدل (به انگلیسی: temperate phages) مثل لامبدا می‌توانند E.coli را دچار آلودگی لیتیک کنند اما مسیر لیزوژنیک، بسیار معمول تر است. پس از این‌که فاژ، دی‌ان‌ای خود را داخل سلول میزبان تزریق کرد، دی‌ان‌ای حلقوی می‌شود. سپس با کروموزوم میزبان ادغام می‌شود. ادغام به وسیله نوترکیبی صورت می‌گیرد و شامل یک توالی فاژی دارای ۱۵ جفت‌باز همولوگ با توالی موجود در کروموزوم اشریشیا کلی است. ادغام همیشه در یک جایگاه روی می‌دهد. به این شکل از ادغام، پروفاژ (به انگلیسی: Prophage) می‌گویند. پروفاژ تا چندین نسل آرام باقی می‌ماند و همراه با کروموزوم میزبان، همانندسازی می‌کند. در نهایت، پس از تقسیمات متعدد سلولی، یک تحریک موجب روشن شدن سیکل آلودگی لیتیک می‌شود. این روشن شدن توسط برخی از محرک‌های شیمیائی یا فیزیکی القاء می‌شود و شاید علامت نزدیک بودن مرگ باشد. در پاسخ به این محرک‌ها، دی‌ان‌ای فاژ با انجام یک نوترکیبی ملکولی از کروموزوم جدا می‌شود. ژن‌های فاژ بیان شده و پروتئین‌های فاژ سنتز می‌شود. دی‌ان‌ای فاژ همانندسازی شده و در کپسیدها بسته‌بندی می‌شود. در نهایت، باکتری تخریب می‌شود ذرات فاژی جدید آزاد می‌شوند.
- بیان ژن در آلودگی لیتیک:

فاژها، درجات مختلفی از تنظیم بیان ژن را نشان می‌دهند. به‌طور معمول همانندسازی ژنوم قبل از سنتز پروتئین‌های کپسید انجام می‌شود. لیزوزیم (آنزیمی که باعث تخریب سلولی می‌شود) در انتهای چرخه لیتیک تولید می‌شود. در فاژهای ساده مثل ϕX۱۷۴، تنظیم بیان ژن به صورت حداقلی صورت می‌گیرد. تمام یازده ژن آن در زمان آلودگی به وسیله آنزیم آران‌ای پلی‌مراز میزبان رونویسی می‌شود. با این حال، تولید لیزوزیم که در آخر مورد نیاز است با تأخیر صورت می‌گیرد چراکه ترجمه رونوشت آن بسیار کندتر از دیگر رونوشت‌ها انجام می‌شود. در فاژهای ساده نیز مانند اغلب فاژهای دیگر دو مرحله بیان ژن معروف به زودرس (early) و دیررس (late) وجود دارد. بیان ژن زودرس به‌طور معمول با همانندسازی ژنوم فاژ و بیان دیررس با تولید پروتئین ساختاری مرتبط است. ابتدا ژن‌های زودرس رونویسی می‌شوند که خود مسئول فعالسازی بیان ژن‌های دیررس هستند. در فاژ T4، ژن‌های زودرس به وسیله آران‌ای پلی‌مراز میزبان با استفاده از توالی‌های راه انداز فاژ که در ژن‌های طبیعی اشریشیا کلی حضور دارند، رونویسی می‌شود. با رونویسی بعضی از این ژن‌ها، پروتئین‌هایی کد می‌شوند که ویژگی آران‌ای پلی‌مراز را تغییر می‌دهند تا پروموترهای میزبان را نشناسد. این امر باعث می‌شود بیان ژن در میزبان خاموش شود. اما در عوض، منجر به رونویسی سری دوم ژن‌های فاژ می‌شود. برخی از این ژن‌ها پروتئین‌هایی را رمز می‌کنند که مجدداً ویژگی پلیمراز را عوض می‌کنند و بنابراین پلیمراز، سری سوم ژن‌ها را نیز رونویسی می‌کند. به این ترتیب، بیان ژن‌های فاژ طی مراحل سازمان‌یافته صورت می‌گیرد که در آن، محصولات ژن‌های زودرس، ژن‌های دیگر را فعال می‌کنند.
- بیان ژن در آلودگی لیزوژنیک:

باکتریوفاژ λ به عنوان مدلی از بیان ژن در فاژ بسیار مورد مطالعه قرار گرفته‌است. در آلودگی اشریشیا کلی با فاژ λ ممکن است یکی از دو مسیر لیتیک یا لیزوژنیک را دنبال کند. بیان ژن در لامبدا سه مرحله دارد:
مرحله زودرس سریع، مرحله زودرس با تأخیر و مرحله دیررس. بیان ژن‌های زودرس توسط دو راه انداز PL و PR تنظیم می‌شود که در دو سمت یک ژن تنظیمی به نام CI قرار دارند. ژن CI، یک پروتئین بازدارنده را رمز می‌کند. در طول مسیر لیزوژنی، رونویسی PL و PR به وسیله پروتئین CI مسدود می‌شود و هنگامی‌که این پروتئین به PR منتقل می‌شود با راه انداز ci همپوشانی کرده و در این صورت بیان خود را نیز تحریک می‌کند. تا زمانیکه پروتئین CI حضور دارد، بیان ژن‌های زودرس و دیررس مهار می‌شود و مرحله لیزوژنی ادامه پیدا می‌کند. انتخاب میان مسیرهای لیتیک و لیزوژنیک به عهده یکی از پروتئین‌های لامبدا به نام CRO می‌باشد که به عنوان مهارکننده رونویسی ژن ci عمل می‌کند. پس از آلودگی، آران‌ای پلی‌مراز میزبان، ژن‌های λ را با تعدادی از راه اندازهای λ آغاز می‌کند که در نتیجه، ci بیان می‌شود و از رونویسی ژن‌های زودرس جلوگیری می‌کند. پس مانع پیشرفت مسیر لیتیک می‌شود. ژن cro نیز بیان می‌شود و اگر تجمع پروتئین محصول ژن cro به حد کافی برسد، پروتئین CI مهار شده و در نتیجه مسیر لیتیک اجازه پیشرفت پیدا می‌کند و فعال می‌شود. به نظر می‌رسد که رقابت میان CRO و CI یا انتخاب میان مسیر لیتیک و لیزوژنیک فرایندی تصادفی باشد و به اینکه کدام پروتئین زودتر افزایش یابد بستگی دارد. تا زمانی‌که CI به اندازه کافی موجود باشد سلول در حالت لیزوژنیک باقی می‌ماند اما اگر سطح CI پایین بیاید، عمل لیز شدن (چرخه لیتیک) به‌طور خودبه خود القاء خواهد شد. فعال شدن چرخه لیتیک توسط عواملی از جمله تابش پرتوهای یونیزان یا فرابنفش صورت می‌گیرد. این پرتوها یک مکانیسم حفاظتی عمومی در E.coli به نام پاسخ SOS را فعال می‌کنند. این مکانیسم شامل ژن RecA می‌باشد که پروتئین رمز شده آن، مهارکننده CI می‌باشد. این پروتئین، CI را تجزیه و غیرفعال می‌کند. وقتیکه CI به این روش غیرفعال شد ژن‌های زودرس فعال می‌شوند. در این هنگام، مرحله لیزوژنیک به پایان رسیده و مسیر لیتیک آغاز می‌شود.

## فاژئوم
به مجموع باکتریوفاژهای موجود در روده یا ارگان های بدن گفته می شود. فاژئوم بعنوان بخشی از ویروم و جز مجموعه میکروبیوم بدن انسان می باشد. شناسایی پروفایل باکتریوفاژی یا همان فاژئوم هر فرد می تواند برای درمان های فردی (شخص محور) کمک کننده باشد.

## فاژدرمانی
در سال ۱۹۲۸، کشف پنی‌سیلین توسط الکساندر فلمینگ باعث شد تا فاژها فراموش شوند اما این فراموشی زیاد طول نکشید. استفاده وسیع از آنتی‌بیوتیک‌ها و افزایش مقاومت به آن، پزشکان را مجبور کرد حتی برای عفونتهای معمولی نیز آخرین نسل آنتی‌بیوتیک‌ها را تجویز کنند. این امر سبب شد تا توجه محققان دوباره به فاژ درمانی  جلب شود. فاژ درمانی جذابیت‌های خود را دارد. برخلاف بیشتر آنتی‌بیوتیک‌ها، فاژها اسلحه‌های هوشمندی هستند که اختصاصی عمل می‌کنند. فاژها در رشته‌های دمی خود آنزیمی دارند که فقط با مولکول‌های خاصی در سطح باکتری‌ها واکنش می‌دهند. این آنزیم‌های ویژه برای هرگونه از باکتری‌های اختصاصی هستند. این به آن مفهوم است که فاژها به باکتری‌های مفید بدن مانند روده آسیب کمی وارد می‌کنند در حالی که آنتی‌بیوتیک‌ها آن‌ها را از بین می‌برند.
همچنین فاژها خود محدودکننده هستند به نحوی که بعد از نابود کردن باکتری‌های مضر، خود نیز از بین می‌روند. آن‌ها به خصوص برای عفونت‌های موضعی مانند عفونت‌های استخوان یا زخم‌های ناشی از دیابت مفید هستند. آنتی‌بیوتیک‌ها نمی‌توانند به این نواحی دسترسی پیدا کنند اما فاژها با تکثیر از طریق باکتری‌ها می‌توانند به نواحی عفونی عمقی نیز نفوذ کنند. به علاوه، تولید فاژها آسان و ارزان است، آلرژی را تحریک نمی‌کنند و اثرات جانبی کمی دارند.
پژوهش‌ها در زمینهٔ فاژدرمانی، بیشتر در کشورهای بلوک شرق به‌ویژه شوروی، گرجستان و لهستان انجام می‌پذیرفت اما با اتمام جنگ سرد، محققان در بسیاری از کشورهای اروپایی و آمریکایی، به فاژدرمانی روی آورده‌اند. از فاژ درمانی برای درمان عفونت‌های ناشی از سودوموناس، استافیلوکوکوس اورئوس مقاوم به متی‌سیلین، استرپتوکوک‌ها و اشریشیا کلی استفاده شده‌است.